# Prowincja 4 (Nepal)
Prowincja 4  – prowincja w Nepalu utworzona przez nową konstytucję Nepalu, uchwaloną 20 września 2015 roku. Jej nazwa jest tymczasowa, proponowana nazwa to Gandaki. Stolica prowincji to Pokhara.